# Trudy Tomis
Úrsula Waldtraut Gesell (Berlín, 27 de marzo de 1928-La Plata, 21 de noviembre de 2015)  ―popularmente conocida por los nombres artísticos de Trudy Tomis, Truddy Tommys y Trudy Gessel― fue una actriz argentina de origen alemán.

## Carrera
Trudy fue la tercera de los seis hijos del fundador de la ciudad de Villa Gesell, Carlos Idaho Gesell.
El apellido de su madre es Tomys.
Nació en Berlín (capital de la República de Weimar, 1919-1933) durante uno de los viajes de sus padres adonde vivían sus abuelos.
Cuando Trudy tenía tan solo seis años, sus padres se divorciaron.
A los 14 años estudió pintura y escultura con el artista Ricardo Sánchez.
Su carrera inició al realizar publicidades gráficas de reconocidas marcas como Pirex, Palmolive, Pozzi, Shell, Grafa y Estrella.
En los años cincuenta empezó a trabajar como actriz de reparto. También fue locutora y publicista. Con una belleza muy personal, tuvo roles destacados en más de 25 filmes durante la época dorada del cine argentino, junto a brillantes figuras de la escena nacional de aquel momento como
María Aurelia Bisutti,
Paula Darlán,
Raúl De Lange,
Analía Gadé,
Mirtha Legrand e
Inés Moreno, entre otros.
Después hizo radioteatro y finalmente entró en la televisión, cuando sólo tenía dos meses transmitiendo junto con la locutora Alejandra Parraga, que trabajaba en Radio Nacional. Fue una de las primeras publicista televisivas cuando estas se transmitían en vivo, allí hizo la publicidad de los productos Tinco, unas esponjas para baños que venían de Suecia, e impusieron las primeras esponjas para cocina.
También fue la locutora responsable del apodo «Pinky» que le dio a la animadora de televisión Lidia Satragno.
Trabajó en el ambiente artístico durante veinte años, y lo abandonó en 1963. En ese año se mudó a Villa Gesell ―el pueblo que había creado su padre―. Fue la creadora de los «geselitos», artesanías que vendió desde 1963 hasta 1989, en El Churrinche, una casita que le regaló su padre, ubicada en avenida Buenos Aires y alameda 205.
En teatro se lució en las obras Romántica Florinda de Eliseo Montaine, y en El tiempo y la señorita Angustia, de Arthur Schnitzler, ambas junto a Alberto Mendizábal.
Luego vivió alejada del medio y paso sus días en su quinta Arcoíris, cerca de Villa Elisa (a 15 km de la ciudad de La Plata y a 45 km de Buenos Aires).
Falleció el 21 de noviembre de 2015 en la ciudad de La Plata.

Nunca me casé porque no quise. Mi madre decía que no me casé porque tuve «demasiado para elegir».
Trudy Gessell

## Filmografía destacada
- 1947: La serpiente de cascabel
- 1949: Cita en las estrellas
- 1950: El crimen de Oribe
- 1950: Madre Alegría
- 1951: El complejo de Felipe
- 1951: La comedia inmortal
- 1951: Paraíso robado
- 1953: Una ventana a la vida
- 1954: Los ojos llenos de amor[8]